# ジャパンカップ1979
ジャパンカップ1979は、第2回目のジャパンカップである。1979年5月27日から6月4日にかけて開催され、日本、トッテナム、フィオレンティーナ、サン・ロレンソ、ダンディー・ユナイテッド、インドネシア、ビルマ、日本選抜が参加した。フィオレンティーナがイタリアのサッカーチームとして日本で試合をする初のチームとなった。
前年に開催されたワールドカップ・アルゼンチン大会でアルゼンチン代表として優勝したオズワルド・アルディレス、リカルド・ビジャ、フィオレンティーナのジャンカルロ・アントニョーニらのスター選手も出場した。

## 結果

### グループA
| 1979年5月27日 |

| 日本          | 1 - 1 | フィオレンティーナ |
| 永井良和 18分 |       | ドメニチーニ 50分  |

| 国立霞ヶ丘競技場 |

| 1979年5月27日 |

| トッテナム                             | 6 - 0 | インドネシア |
| リー2, ガルビン, ビジャ2, マカリスター |       |              |

| 三ツ沢公園球技場 |

| 1979年5月29日 |

| 日本 | 0 - 2 | トッテナム                         |
|      |       | アルディレス 18分, ジョーンズ 89分 |

| 国立霞ヶ丘競技場 |

| 1979年5月29日 |

| フィオレンティーナ                                 | 4 - 0 | インドネシア |
| ブルーニ、ドメニチーニ、アントニョーニ、パリャーリ |       |              |

| 国立西が丘サッカー場 |

| 1979年5月31日 |

| フィオレンティーナ | 1 - 1 | トッテナム |
| パリャーリ         |       | リー       |

| 国立西が丘サッカー場 |

| 1979年5月31日 |

| 日本                                                         | 4 - 0 | インドネシア |
| オウンゴール 62分, 落合弘 64分, 永井良和 76分, 前田秀樹 79分 |       |              |

| 国立西が丘サッカー場 |

### グループB
| 1979年5月27日 |

| ビルマ | 0 - 1 | 日本選抜         |
|        |       | モン・モン・ニュ |

| 名古屋市瑞穂公園陸上競技場 |

| 1979年5月27日 |

| サン・ロレンソ | 2 - 2 | ダンディー・ユナイテッド |
| 不明           |       | 不明                     |

| 不明 |

| 1979年5月29日 |

| サン・ロレンソ | 1 - 0 | 日本選抜 |
| コシア         |       |          |

| 広島県総合グランド |

| 1979年5月29日 |

| ダンディー・ユナイテッド | 4 - 0 | ビルマ |
| ドッズ、スチュワート3    |       |        |

| 広島県総合グランド |

| 1979年5月31日 |

| ダンディー・ユナイテッド | 2 - 0 | 日本選抜 |
| スミス, アジソン         |       |          |

| 広島県総合グランド |

| 1979年5月31日 |

| サン・ロレンソ                          | 5 - 1 | ビルマ       |
| コシア2、リナルディ、マランゴニ、リッシ |       | タン・ウィン |

| 広島県総合グランド |

### 準決勝
| 1979年6月2日 |

| トッテナム               | 3 - 3 | サン・ロレンソ          |
| ガルビン, プラット, リー |       | トーレス2、コンベルティ |

| 国立霞ヶ丘競技場 |

PK戦で5-3でトッテナムが勝利
| 1979年6月2日 |

| ダンディー・ユナイテッド | 1 - 1 | フィオレンティーナ |
| スチュワート             |       | パリャーリ         |

| 長居陸上競技場 |

PK戦で4-2でダンディー・ユナイテッドが勝利

### 決勝
| 1979年6月4日 |

| トッテナム           | 2 - 0 | ダンディー・ユナイテッド |
| アルディレス, スミス |       |                          |

| 国立霞ヶ丘競技場 観客数: 25000 |

## 優勝チーム
| ジャパンカップ 1979 優勝 |
| ------------------------ |
| イングランドの旗         |
| トッテナム 初優勝        |